# أشكفت العليا غلال (تشين)
أشکفت العلیا غلال (بالفارسية: اشکفت علیاگلال) هي قرية تقع في إيران في قسم تشین الريفي. يقدر عدد سكانها بـ 19 نسمة .